# Chelan (hop)
Chelan is een hopvariëteit, gebruikt voor het brouwen van bier.
Deze hopvariëteit is een “bitterhop”, bij het bierbrouwen voornamelijk gebruik voor zijn bittereigenschappen. Deze Amerikaanse “hoogalfahop” werd ontwikkeld door het kweekprogramma van John I. Haas Inc. en op de markt gebracht in 1994. Deze variëteit is een dochter van Galena en heeft daarom vergelijkbare eigenschappen.

## Kenmerken
- Alfazuur: 12 – 14,5%
- Bètazuur: 8,5 – 9,8%
- Eigenschappen: vergelijkbaar met Galena